# Антоніу Мендонса
Антоніу Мендонса (порт. António Mendonça, нар. 9 жовтня 1982, Луанда) — ангольський футболіст, що грав на позиції нападника.
Виступав, зокрема, за клуб «Варзім», а також національну збірну Анголи.

## Клубна кар'єра
Народився в Луанди. Дорослу футбольну кар'єру розпочав у клубі «Примейру де Агошту», але не зігравши жодного офіційного матчу в ангольському клубі, у 17-річному віці переїхав до Португалії, де з січня 2000 року виступав за «Варзім», який боровся в другому дивізіоні, і відзначився 10-ма голами в 30-ти матчах сезону, що допомогло команді вийти в Прем'єр-лігу. Під час виступів у «Варзімі», 10 лютого 2007 року, відзначився голом у переможному (2:1) домашньому поєдинку проти «Бенфіки», завдяки цій перемозі скромний португальський клуб зупинив місцевого гранда в Кубку Португалії. Після завершення сезону 2002 року команда знову опустилася до другого дивізіону, де Антоніу виступав до 2007 року.
У сезонах 2007—2009 років виступав у Прем'єр-лізі в командах «Белененсеш» та «Ештрела», але на поле вийшов тільки в 14 матчах, що спонукало його повернутися на батьківщину і приєднатися до команди «Інтер». Наступного року перейшов до клубу «Примейру де Агошту», кольори якого захищав до 2012 року. Також на правах орендди виступав у клубах «Сантуш» (Луанда) та «Бравуш ду Макуіш».
Завершив професійну ігрову кар'єру у клубі «Сантуш» (Луанда), у складі якого вже виступав раніше. Прийшов до команди 2013 року, захищав її кольори до припинення виступів на професійному рівні у 2014 році.

## Виступи за збірну
Дебютував у складі національної збірної Анголи 24 квітня 1999 року, напередодні свого 17-річчя, проти Малаві. Був визнаний найкращим гравцем Молодіжного чемпіонату Африки 2001 року. Протягом кар'єри у національній команді, яка тривала 11 років, провів у формі головної команди країни 47 матчів, забивши 4 голи.
У складі збірної був учасником чемпіонату світу 2006 року у Німеччині (у 3-ох поєдинках ангольської збірної на турнірі загалом провів на полі 270 хвилин), Кубка африканських націй 2006 року в Єгипті, Кубка африканських націй 2008 року у Гані.

## Статистика

### Клубна
| Сезон   | Клуб               | Країна     | Змагання      | Матчі | Голи |
| ------- | ------------------ | ---------- | ------------- | ----- | ---- |
| 1999    | Примейру де Агошту | Ангола     | Гірабола      | ?     | ?    |
| 1999/00 | Варжим             | Португалія | Сегунда-Ліга  | 11    | 1    |
| 2000/01 | Варжим             | Португалія | Сегунда-Ліга  | 30    | 10   |
| 2001/02 | Варжим             | Португалія | Прімейра-Ліга | 28    | 2    |
| 2002/03 | Варжим             | Португалія | Прімейра-Ліга | 3     | 0    |
| 2002/03 | Шавеш              | Португалія | Сегунда-Ліга  | 15    | 0    |
| 2003/04 | Варжим             | Португалія | Сегунда-Ліга  | 32    | 4    |
| 2004/05 | Варжим             | Португалія | Сегунда-Ліга  | 28    | 2    |
| 2005/06 | Варжим             | Португалія | Сегунда-Ліга  | 29    | 2    |
| 2006/07 | Варжим             | Португалія | Сегунда-Ліга  | 28    | 4    |
| 2007/08 | Белененсеш         | Португалія | Прімейра-Ліга | 5     | 0    |
| 2007/08 | Ештрела (Амадора)  | Португалія | Прімейра-Ліга | 9     | 1    |
| 2008/09 | Варжим             | Португалія | Сегунда-Ліга  | 17    | 6    |

### Голи за збірну
Результат та рахунок збірної Анголи знаходиться на першому місці.
| №  | Дата              | Місце                                     | Суперник             | Рахунок | Результат | Змагання          |
| -- | ----------------- | ----------------------------------------- | -------------------- | ------- | --------- | ----------------- |
| 1. | 24 квітня 1999    | Казуму, Блантайр, Малаві                  | Малаві               | 1–1     | 2–1       | Кубок КОСАФА 1999 |
| 2. | 16 липня 2000     | Ештадіу да Сідадела, Луанда, Ангола       | Екваторіальна Гвінея | 3–1     | 4–1       | кв. КАН 2002      |
| 3. | 10 жовтня 2000    | Ештадіу да Сідадела, Луанда, Ангола       | Алжир                | 2–2     | 2–2       | кв. КАН 2002      |
| 4. | 14 листопада 2001 | Ештадіу Жозе Алвалду, Лісабон, Португалія | Португалія           | 1–0     | 1–5       | товариський       |
| 5. | 25 березня 2007   | Ештадіу да Сідадела, Луанда, Ангола       | Еритрея              | 4–0     | 6–1       | кв. КАН 2008      |
| 6. | 1 червня 2008     | Ештадіу душ Конкейруш, Луанда, Ангола     | Бенін                | 3–0     | 3–0       | 2 р. кв. ЧС 2010  |

## Титули і досягнення
- Чемпіон Африки (U-21): 2001